# Latrunculia occulta
Latrunculia occulta är en svampdjursart som beskrevs av Lehnert, Stone och Heimler 2006. Latrunculia occulta ingår i släktet Latrunculia och familjen Latrunculiidae. Inga underarter finns listade i Catalogue of Life.